# بالايان
بالايان (بالإنجليزية: City of Palayan )‏ هي مدينة في الفلبين، تتبع نويفا إيسيا، هي عاصمة نويفا إيسيا، بلغ عدد سكانها 41٬041  نسمة، في 2015، تبلغ مساحتها 101٫40 كيلومتر مربع، رمزها البريدي هو 3132.

## الموقع
تشترك في الحدود مع:
- General Mamerto Natividad [الإنجليزية]‏.